# جيفري شابيرو
جيفري شابيرو (بالإنجليزية: Jeffrey Shapiro) هو فيزيائي وأستاذ جامعي أمريكي، ولد في 27 ديسمبر 1946 في نيويورك في الولايات المتحدة.